# Hapalips
Hapalips é um género de coleópteros da família Erotylidae.

## Espécies
- Hapalips acaciae Sen Gupta 1968
- Hapalips angulosus
- Hapalips attenuates
- Hapalips batesi
- Hapalips bicolor Bruce 1954
- Hapalips bipubens
- Hapalips breris
- Hapalips brevicornis
- Hapalips brevipes
- Hapalips championi
- Hapalips crenatus
- Hapalips cribricollis
- Hapalips delauneyi
- Hapalips dimidiatus
- Hapalips dufaui
- Hapalips eichelbaumi Grouvelle,1908
- Hapalips erratus
- Hapalips filum
- Hapalips flohri
- Hapalips fuscus Reitter
- Hapalips gracilicornis
- Hapalips grandis
- Hapalips grousellei
- Hapalips guadalupensis
- Hapalips hispidus
- Hapalips investigatus Leschen & Wegrzynowicz 1998
- Hapalips kivuensis
- Hapalips kivuensis Bruce 1952
- Hapalips lanuginosus
- Hapalips laticollis
- Hapalips lucidus
- Hapalips mexicanus
- Hapalips nigriceps
- Hapalips nitidulus
- Hapalips obliteratus
- Hapalips parallelus
- Hapalips parvicollis
- Hapalips perlongus
- Hapalips piceus
- Hapalips prolixus Sharp
- Hapalips reitteri
- Hapalips robustus
- Hapalips samoensis Arrow 1927
- Hapalips scotti
- Hapalips sculpticollis
- Hapalips semifuscus
- Hapalips sharpi
- Hapalips spegazzini Bruch 1919
- Hapalips sulcicollis
- Hapalips suturalis
- Hapalips taprobanae Grouvelle,1902
- Hapalips tenuis
- Hapalips texanus Schaeffer 1910